# Chris Higgins
Chris Higgins, pseudonimo di Chris Higgins, detto X-13 (23 settembre 1972), è un chitarrista statunitense, ed era la quarta voce della band punk Offspring. Ha lasciato la band nel 2008 perché stanco dei continui tour. 
Oltre agli Offspring ha suonato sempre come chitarrista in altre band, come i Good Kitty.
Higgins è un personaggio familiare della band, famoso grazie alle sue partecipazioni in Come Out and Play (nella quale urla You Gotta Keep 'Em Separated!), Pretty Fly (for a White Guy) (con la presenza delle bambole nei concerti), Why Don't You Get a Job? (recitando nel video) ed in The Kids Aren't Alright (come terza chitarra).
In tour era solito essere quarta voce anche in altre canzoni, come in Gone Away.

## Discografia

### Album con gli Offspring
- Smash[1] (1994)
- Ixnay on the Hombre[8] (1997)
- Americana[9][10][11] (1998)
- Conspiracy of One[12] (2000)
- Splinter[13][14] (2003)
- Rise and Fall, Rage and Grace[15] (2008)

### Compilation con gli Offspring
- The Offspring Collection (1999)
- Greatest Hits (2005)

### Singoli con gli Offspring
- Come Out and Play[1][5] (1994)
- I Choose (1997)
- Gone Away (1997)[7]
- Pretty Fly (for a White Guy)[5] (1998)
- Why Don't You Get a Job?[6] (1999)
- The Kids Aren't Alright[7] (1999)
- Original Prankster (2000)
- Want You Bad (2001)
- Million Miles Away[16] (2001)
- Hit That[13] (2003)
- Hammerhead[15] (2008)
- You're Gonna Go Far, Kid[15] (2008)
- Kristy, Are You Doing Okay?[15] (2008)
- Half-Truism[15] (2009)

## Videografia
- Americana[5] (1998)
- Huck It (2000)
- Complete Music Video Collection (2005)